# Anthro
Anthro (griechisch anthropos „Mensch“) ist der Titel einer Reihe von Comicpublikationen, die der US-amerikanische Verlag DC-Comics seit 1968 veröffentlicht.
Die Anthro-Comics handeln von den Abenteuern eines gleichnamigen Höhlenjungen, der in einer postapokalyptischen Zukunft lebt, in der die Menschheit wieder in den Kulturzustand der Steinzeit zurückversetzt worden ist.

## Veröffentlichungen zu Anthro
Die Hauptfigur und das Szenario von Anthro wurden in den 1960er Jahren von dem Cartoonisten Howard Post entwickelt. Die erste Anthrogeschichte erschien im Mai 1968 in der Ausgabe #74 der Anthologie-Reihe Showcase. Nachdem diese Test-Geschichte zufriedenstellende Verkaufszahlen verbuchen konnte, wurde noch im selben Jahr eine eigene fortlaufende, im Zweimonatstakt erscheinende, Anthro-Serie gestartet, die jedoch nur knapp ein Jahr lief und 1969 mit Ausgabe #6 eingestellt wurde. Alle sechs Ausgaben der Serie wurden von Post verfasst und gezeichnet, während der Inker Wallace Wood die Tuscheüberarbeitungen von Posts Bleistiftvorlagen übernahm.
Seither ist das Anthro-Konzept immer wieder kurzzeitig wiederbelebt worden; zuletzt wurde Anthro zu einem der Feature-Charaktere der Serien Tales of the Unexpected und Final Crisis erhoben.

## Handlung
Anthro beschreibt die Abenteuer des jungen Anthros, einem Jäger eines Stamms von Steinzeitmenschen, der sich als Bärenstamm bezeichnet und von Anthros Vater Nee-Ahn angeführt wird. Die Anthro-Geschichten sind naturgemäß mit den diversen – historisch vielfach nicht verbürgten oder sogar nachgewiesenermaßen falschen – Klischees von der Steinzeit angefüllt, wie sie sich im populären Gedächtnis festgesetzt haben: So sind in Anthros Welt Mastodons, Säbelzahntiger, Mammuts, ausbrechende Vulkane und dergleichen mehr an der Tagesordnung.